# San Julián (Jalisco)
San Julián è un comune del Messico, situato nello stato di Jalisco.